# Luchthaven Gordil
Luchthaven Gordil (IATA: GDI, ICAO: FEGL) is een luchthaven in Gordil, vlak bij Melle in het noordelijke deel van het Manovo-St. Floris National Park in de Centraal-Afrikaanse Republiek.